# Alboloduy
Alboloduy – gmina w Hiszpanii, w prowincji Almería, w Andaluzji, o powierzchni 69,73 km². W 2011 roku gmina liczyła 674 mieszkańców.